# Мороища
Мороища, още Моровища, Моронища или Морунища (произнасяно в региона Моройшча, на македонска литературна норма: Мороишта; на албански: Moronishti), е село в Северна Македония, в община Струга.

## География
Селото е разположено в централната част на Стружкото поле на левия бряг на Сатеска.

## История

### Етимология
Според академик Иван Дуриданов името е първоначалното *Моровишти, патроним на -ишти < -itji от фамилното име Моров, което идва от личното Моро от гръцкото Μαύρος. Името съответства на сръбското селищно име Morović.

### Средновековие
Селото е споменато в 1345 година в грамота на Стефан Душан като въ Моровиштехъ.

### В Османската империя
В XIX век Мороища е българско село в Охридска каза на Османската империя. В „Етнография на вилаетите Адрианопол, Монастир и Салоника“, издадена в Константинопол в 1878 година и отразяваща статистиката на населението от 1873 година, Миройшча (Moroïschtcha) е посочено като село с 23 домакинства, като жителите му са 72 българи.
Според Васил Кънчов в 90-те години Моровища има 35 къщи. Според статистиката му („Македония. Етнография и статистика“) в 1900 година Морунища (Мороища) има 250 жители българи християни.
На Етнографската карта на Битолския вилает на Картографския институт в София от 1901 година Мороища е чисто българско село в Охридската каза на Битолския санджак с 25 къщи.
Цялото християнско население на селото е под върховенството на Българската екзархия. По данни на секретаря на екзархията Димитър Мишев („La Macédoine et sa Population Chrétienne“) в 1905 година в Мороища има 224 българи екзархисти и в селото функционира българско училище. В 1907 година Яким Деребанов пише в свой рапорт, че селото е българско и има 37 къщи и 274 жители. Населението се занимава със земеделие, развъжда и едър добитък. Почти половината село е чифлик, собственост на „разни аги“. Деребанов отбелязва:
| „ | Както в Мишлешево, така и в Мороища, Драслаица и Лъжани образува се голема кал. Селото не е добро, нито хигиенично. Селените не са толкова добре поставени икономически, но при едно по-рационално обработване на земята селените могли в скоро време да стават същински земеделци и да обогатеат... | “ |

При избухването на Балканската война в 1912 година двама души от Морунища са доброволци в Македоно-одринското опълчение.

### В Сърбия, Югославия и Северна Македония
След Междусъюзническата война в 1913 година селото попада в Сърбия.
Според преброяването от 2002 година селото има 909 жители.
| Националност     | Всичко |
| северномакедонци | 903    |
| албанци          | 0      |
| турци            | 0      |
| роми             | 0      |
| власи            | 2      |
| сърби            | 4      |
| бошняци          | 0      |
| други            | 0      |

В селото има църкви „Свети Никола“, осветена на 5 май 1985 година от митрополит Тимотей Дебърско-Кичевски и „Възнесение Христово“ („Свети Спас“), осветена на 18 май 1997 година също от владиката Тимотей.

## Личности
Родени в Мороища
- Байрам Положани (р. 1950), северномакедонски юрист
- Христо Мороищалията (? – 1903), български революционер от ВМОРО
- Кръстен Василев, македоно-одрински опълченец, 4 рота на 9 велешка дружина[12]
- Симеон, македоно-одрински опълченец, 3 отделна патизанска рота[13]
- Янче Клечкаров, български революционер, деец на ВМОРО[14]